# Алмалинська сільська рада (Тюльганський район)
Алмали́нська сільська рада (рос. Алмалинский сельский совет) — сільське поселення у складі Тюльганського району Оренбурзької області Росії.
Адміністративний центр — село Алмала.

## Населення
Населення — 272 особи (2019; 339 в 2010, 488 у 2002).

## Склад
До складу сільської ради входять:
| Населений пункт  | Населення, осіб (2002) | Населення, осіб (2010) |
| ---------------- | ---------------------- | ---------------------- |
| Алмала, село     | 404                    | 279                    |
| Варваринка, село | 84                     | 60                     |